# 筋肉丸
『筋肉丸』（きんにくまる）は、フジテレビ739で2008年から毎週金曜日に放送されているバラエティ番組。
毎回さまざまな筋肉にスポットを当て、該当筋肉をいかに効率的に鍛えるかを考察していく。
ナビゲーターは俳優の石丸謙二郎。現在フジテレビ On Demandにて有料で視聴することができる。

## 概要
「人体に存在するおよそ600の筋肉〜」という『世界の車窓から』のナレーションでも知られる石丸のコメントから始まる。
1stシーズン（＃1〜8）では人体の筋肉を8か所に大きく分類し、一つ一つの筋肉を細かく取り上げてきた。
2ndシーズン（＃9〜）では日常生活におけるさまざまなシチュエーションを想定しての筋肉美を特集する。

## 番組構成
1stシーズンでは、前半でテーマとなる筋肉の役割や意義など、解剖学的見地からの考察が行われ、後半で該当筋肉の効果的なトレーニング法を紹介。
番組冒頭では俳優である石丸とアシスタントによるミニコントも行われていた。
2ndシーズンでは、さまざまなシチュエーションにおいていかに筋肉を輝かせるかに焦点を当て、再現VTRなどを用いて鍵となる筋肉を探っていく。
両シーズン共に女性アシスタントによるミニコーナーや筋肉モデルによるマニア向けトレーニング法など、筋肉にこだわるコーナーも多く、自身も筋肉好きと公言する石丸の進行ぶりも視聴者に好評である。

## 出演者
- ナビゲーター - 石丸謙二郎
- アシスタント
  - 海下真夕（モデル。1stシーズン）
  - 田中佑佳（2ndシーズン）
- 監修 - 松井薫（プロスポーツトレーナー）

## 放送リスト

### 1stシーズン（2008年6月〜9月）
- ＃1「腹筋」
- ＃2「背筋」
- ＃3「上腕二頭筋+前腕」
- ＃4「上腕三頭筋」
- ＃5「大腿筋」
- ＃6「下腿筋」
- ＃7「三角筋」
- ＃8「大胸筋」

### 2ndシーズン（2008年10月〜）
- ＃9「会社と筋肉」
- ＃10「男女交際と筋肉」
- ＃11「運転と筋肉」
- ＃12「宴会と筋肉」
- ＃13「通勤と筋肉」
- ＃14「休日と筋肉」
- ＃15「遊びと接待と筋肉」
- ＃16「緊急と筋肉」